# Candelabrum meridianum
Candelabrum meridianum är en nässeldjursart som först beskrevs av Briggs 1939.  Candelabrum meridianum ingår i släktet Candelabrum och familjen Candelabridae. Inga underarter finns listade i Catalogue of Life.